# Mohamed Salahdine
Mohamed Salahdine (1946-1992), né à Meknès au Maroc, est considéré comme l'un des grands specialistes de l'économie de développement.

## Éléments biographiques
Docteur d'Etat en socio-économie de l'université Paris-X, Mohamed Salahdine enseigne ensuite les sciences économiques à l'université de Fès, au Maroc. Il crée la collection Je m'intéresse, aux Éditions maghrébines. Expert des problématiques de développement et du secteur informel dans les pays émergents,,, il crée et dirige les premières structures de microcrédit au Maroc. Il meurt dans un accident de la circulation au sud du Maroc.

## Publications
Il est l'auteur de plusieurs ouvrages académiques dont :
- Tribus, Makhzen et colons, Éditions de l'Harmattan, Paris, 1986[1].
- Les petits métiers clandestins, le business populaire, Eddif Maroc, Casablanca, 1988[1].
- The Silent Revolution: the Informal Sector in Five Asian and Near Eastern Countries, Éditions ICS Press San Francisco, California ; Lanham, Md 1991.